# 程丕才
程丕才（？年—？年），直隸徽州府婺源縣（今江西省婺源縣）人。明朝政治人物。

## 生平
成化四年（1468年）戊子科應天府鄉試舉人。曾任江西吉安府推官，任內誠篤勤慎，為人民懷念。